# Alois Dvořáček
Alois Dvořáček (26. ledna 1909 – ?) byl československý basketbalista, účastník olympijských her 1936 a třikrát mistr Československa (1930, 1931, 1940).
V basketbalové lize hrál za kluby YMCA Praha, Strakova akademie a AC Sparta Praha. Byl třikrát mistrem republiky, dvakrát vicemistrem a má čtyři třetí místa.
Československo reprezentoval na Olympijských hrách 1936 v Berlíně. Za reprezentační družstvo Československa v letech 1933-1937 hrál celkem 14 zápasů. 

## Sportovní kariéra
Hráč klubů
- 1929-1931 YMCA Praha - 2x mistr Československa (1930, 1931)
- 1931-1939 Strakova akademie - 2x 2. místo (1933, 1938), 2x 3. místo (1932, 1939)
- 1939-1943 AC Sparta Praha - mistr Československa (1940), 2x 3. místo (1941, 1942), 6. místo (1943)

Československo
- Olympijské hry 1936 Berlín, 3. kolo, 9. místo